# Strangers: Capítol 1
Strangers: Capítol 1 (títol original en anglès, The Strangers: Chapter 1) és una pel·lícula de terror estatunidenca de 2024 que és la tercera pel·lícula de la sèrie de pel·lícules The Strangers i la primera entrega d'una reinvenció prevista en forma de trilogia independent. És dirigit per Renny Harlin, amb un guió d'Alan R. Cohen i Alan Freedland, a partir d'una història de Bryan Bertino, el director de la primera pel·lícula. Madelaine Petsch i Froy Gutierrez protagonitzen una parella que entra en contacte amb tres desconeguts psicòpates emmascarats durant un viatge per carretera. Gabriel Basso i Ema Horvath també protagonitzen. S'ha subtitulat al català.
L'agost de 2022, el productor de la pel·lícula original, Roy Lee, va anunciar els plans per a una trilogia rodada en paral·lel de The Strangers. El mes següent, es va anunciar que Harlin dirigiria els tres films, i la majoria del repartiment es va unir poc després. La producció de les pel·lícules va tenir lloc a Bratislava entre setembre i novembre d'aquell any, sovint alternant diàriament cadascun de les tres entregues.
Strangers: Capítol 1 es va exhibir per primer cop el 8 de maig de 2024 i va ser estrenat als cinemes dels Estats Units el 17 de maig. La pel·lícula va rebre crítiques negatives i va recaptar més de 47 milions de dòlars a tot el món.